# Mycalesis roonia
Mycalesis roonia är en fjärilsart som beskrevs av Hans Fruhstorfer 1906. Mycalesis roonia ingår i släktet Mycalesis och familjen praktfjärilar. Inga underarter finns listade i Catalogue of Life.